# Храм Гробу Господнього
Храм Гро́бу Госпо́днього — головний храм християнського світу та церква, що розташований(а) в Старому місті в Єрусалимі, столиці Ізраїлю та центрі Святої Землі. Вважається священним місцем всіма християнами. В ньому знаходяться головні святині: гора Голгофа, Гріб Господній та інші місця, пов'язані із викупною жертвою Господа Ісуса Христа, його стражданнями і Воскресінням . Споруджена 335 року. Руйнувалася декілька разів у 614, 1009, 1244 роках. Перебудовувалася у 616–626 роках, після Першого хрестового походу, у 1130–1147 роках, а також у 1555 році. Частково реставрована у 1809–1810 роках. Храмовий комплекс довкола церкви належить Єрусалимській православній церкві. Церква поділена між різними християнськими конфесіями — католицькою, грецькою православною, вірменською, коптською, сирійською та ефіопською церквами.

## Назва
- Базиліка святого Гробу (лат. Basilica Sancti Sepulchri, італ. Basilica del Santo Sepolcro) — у західній традиції, зі статусом базиліки.
- Храм Гро́бу Госпо́днього (від рос. Храм Гроба Господня).
- Храм Воскресі́ння (грец. Ναὸς τῆς Ἀναστάσεως Naos tes Anastaseos) — у східній традиції.
- Церква святого Гробу (лат. Ecclesia Sancti Sepulchri) — у західній традиції.

## Опис

Структура Храму Гробу Господнього

Храм Гробу Господнього — це великий релігійний і архітектурний комплекс, що включає в себе Голгофу з місцем Розп'яття, доволі велику ротонду з великим куполом, під яким безпосередньо розташовані Кувуклія, Кафолікон або соборний Храм, що є кафедральним для Патріархів Єрусалимської Православної Церкви, підземний храм Обретіння Животворного Хреста, храм святої рівноапостольної Єлени і декілька притворів. В межах Храму Гробу Господнього також розташовані декілька діючих монастирів, він включає низку допоміжних будов, галерей тощо.
При вході до Храму лежить камінь Помазання — видовжена низька плита, облицьована мармуром. За переказом, на цю брилу поклали тіло Ісуса, зняте з хреста, для змащення його, за юдейським звичаєм, ароматичними оліями перед похованням і тут же загорнули його в плащаницю.

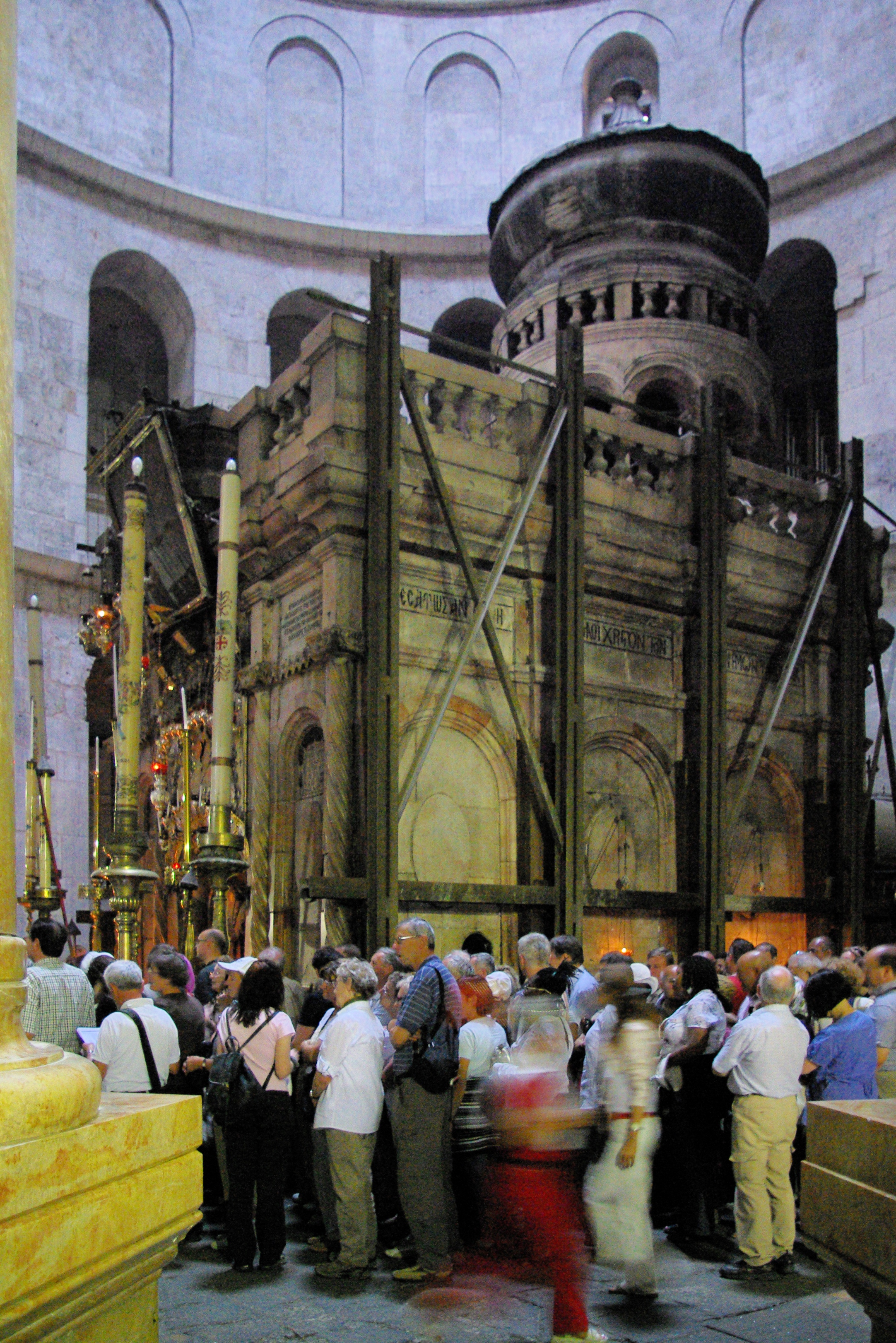
Каплиця Гробу Господнього, звана «Кувуклія» у церкві Воскресіння Христового в Єрусалимі

У центрі храмової зали-ротонди міститься невелика каплиця з рожевого мармуру, споруджена у 1910 році над печерою Гробу Господнього (Кувуклія). У гробницю веде вузький прохід. Гробниця освітлена лампадами, у ній міститься мармуровий надгробок. Розмір гробниці — 2×1,5 м.
Перед каплицею — кафолікон Єрусалимської православної церкви. У ньому, серед іншого, містяться мармурова півсфера «мезомфалос», що символізує «центр землі», розташований у Єрусалимі (т. зв. «пуп Землі»), і трон патріарха.
У західній частині до Кувуклії прибудована каплиця Глави, що належить до Коптської церкви.
При вході до храму, неподалік каменя Помазання, двоє сходів ведуть нагору — до Голгофи, місця, де, за переказом, стояв хрест, на якому розп'яли Ісуса Христа. Колонада поділяє цей простір на дві частини: одна належить Єрусалимській православній церкві, інша — римо-католицькій.

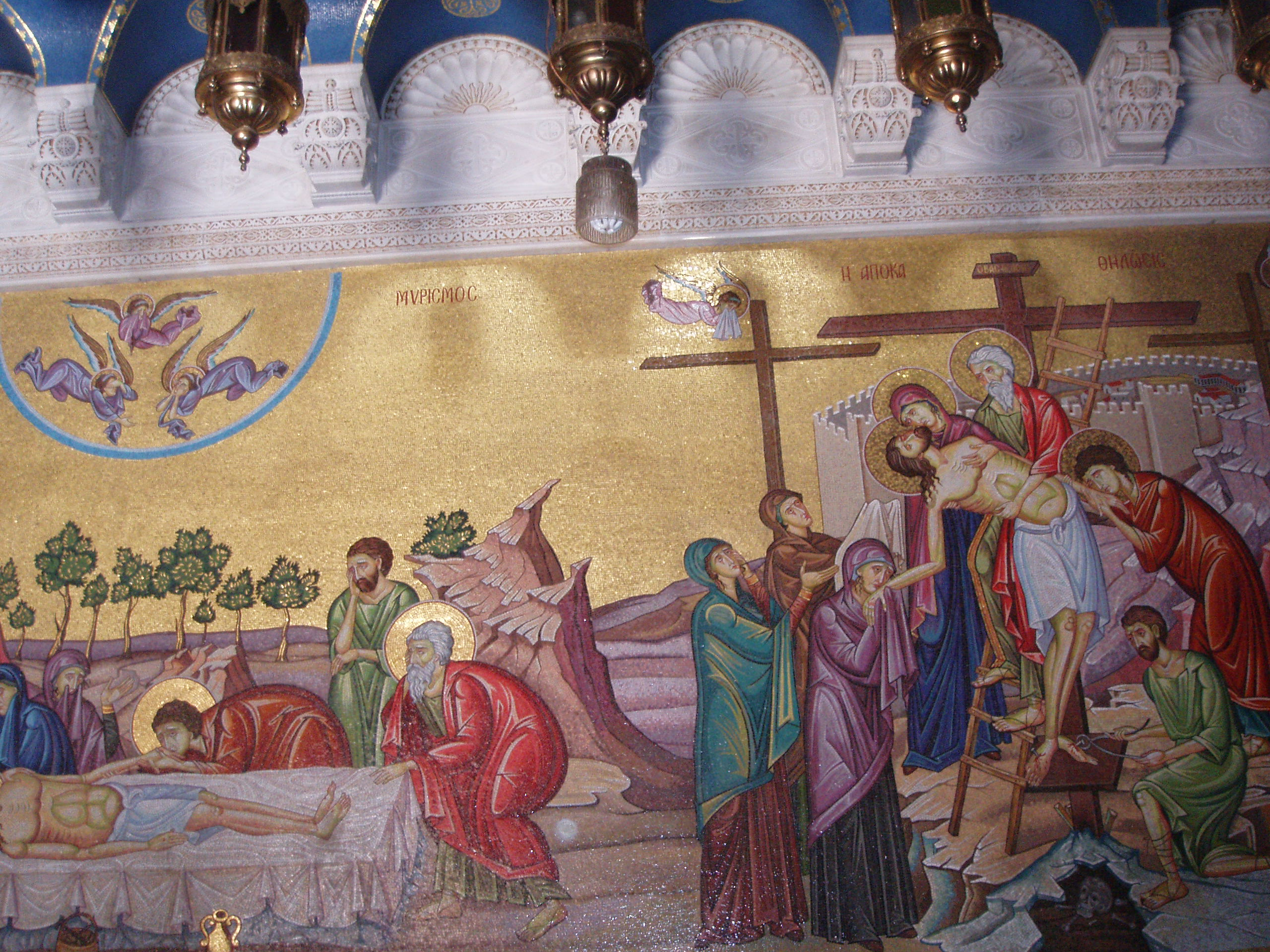
Один з розписів у Храмі Гробу Господнього

У глибині грецького притвору — розп'яття над відкритим престолом. У долівці під престолом міститься срібний диск з отвором, позначаючи місце, куди встромили хреста, ще двома чорними колами позначено місця хрестів, на яких одночасно з Христом катували двох злодіїв.
Католицький притвор прикрашено мозаїчними картинами на біблійні сюжети. Тут міститься вівтар «Прицвяховування до хреста». Біля однієї з колон, що розділяють притвори, є скульптурне зображення святої Діви Марії, оздоблене золотом та коштовним камінням — його подарувала португальська королева Марія Благочестива у другій половині XVIII століття.
Ступаючи галереєю вздовж стіни Храму і спустившись на 30 сходинок, можна потрапити до грецької православної церкви Святої Єлени. Ця церква, у свою чергу, веде до печери Обретіння Хреста. Мармурова плита в печері позначає місце, де, за переказом, знайдено хреста, на якому розіп'яли Ісуса.
Праворуч від каменю Помазання, під Голгофою, розташований вхід до каплиці праотця Адама, який, за переказами, після вигнання з раю жив у Єрусалимі. Адам, згідно з легендою, передрік, що якщо Христа буде розп'ято, кам'яний підмурок Голгофи розколеться. Через скляне віконце в глибині каплиці показують розщелину, що, як вважають, утворилась від землетрусу під час розп'яття Христа.

## Історія

### Заснування
Вшановувати місце розп'яття, поховання і воскресіння Ісуса Христа почали ще перші християни. Тоді воно було ще за міською межею Єрусалима. Імовірно, пам'ять про це місце не затерлася й після нищівного руйнування міста імператором Титом у 70 році. За повідомленням Євсевія Кесарійського, під час будівництва під проводом імператора Адріана нового римського міста Елія Капітоліна (135 рік) на місці печери Гробу звели язичницький храм Венери.
Першу ж християнську церкву на місці Гробу Господнього заклала імператриця Олена, і будувалася церква під проводом Макарія Єрусалимського одночасно з частково вцілілим Храмом Різдва Христового у Вифлеємі. Окрім власне Гробу Господнього, до складу храмового комплексу ввійшли гадане місце Голгофи і місце обретіння Животворного хреста. В результаті збудували монументальний комплекс будівель, загальний вигляд яких вимальовується при зіставленні археологічних досліджень сучасної споруди з описами ранньохристиянських авторів та зображенням на мозаїковій мапі з Мадаби (сер. V ст.).

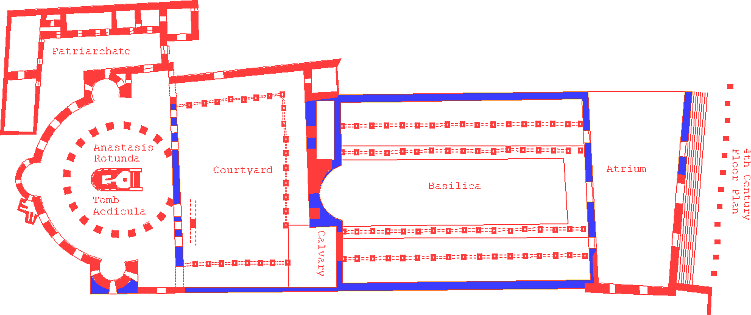
План Храму в IV ст.

Храмовий комплекс складався з декількох частин, видовжених із заходу на схід: круглого в плані храму-мавзолею, названого Анастасіс (від грецького «Воскресіння»), у осередді якого містився Гроб Господній, під шестигранним шатровим навісом, далі розташовувались базиліка — Велика церква, звернена вівтарем у бік Анастасіса. Усередині базиліки обладнали крипту, що вказувала на місце обретіння Хреста. Між Анастасісом і базилікою, а також біля східного входу до храму влаштували перистильне подвір'я. Головний вхід розташовувався зі східного боку, з однієї з основних вулиць, і з півдня, з боку міського форуму. Споруда була багато оздоблена різними породами мармуру, мозаїками і коштовним литтям.
Величавий комплекс храму Воскресіння урочисто освячено і відкрито за присутності імператора Костянтина Великого та представників вищого духівництва з різних країв 13 вересня 335 року. На згадку про цю подію православна церква і дотепер у цей день святкує Поновлення Храму.

### Арабське завоювання
Храмовий комплекс існував без суттєвих змін до загарбання у 614 році Єрусалима перським царем Хосровом II. Будівлі комплексу були сильно пошкоджені, але під керівництвом інока Модеста (у майбутньому патріарха єрусалимського) коштом імператора Іраклія та дружини Хосрова Марії, християнки за віросповіданням, усе зруйноване поновили впродовж 616–26 років. Після захоплення міста другим халіфом Умаром у 637 році патріарх Софроній, боячись повторення кровопролиття доби перської навали, наказав здати місто і храм Гробу, однак основні християнські святині Єрусалима не були ушкоджені.
У 1009 році халіф Аль-Хакім, збурюваний чутками і намовляннями проти християн, одноосібно зламав негласну угоду про релігійне перемир'я, що встановили ще за часів Софронія та халіфа Умара, й своєю волею санкціонував масові вбивства і винищення християнського населення Єрусалима і руйнування християнських храмів у місті та його околицях. Внаслідок цих ґвалтів базиліку втрачено безповоротно. Імператор Костянтин VIII виторгував у сина Аль-Хакіма право на поновлення храму (в обмін на такі поступки, як відкриття мечеті в Константинополі). Будівельні роботи тривали і за правління імператора Костянтина Мономаха, але за розмахом і величчю сильно поступались своїм попередникам античної доби. Звели декілька окремих будівель на зразок каплиць. Роль головної церкви віддали ротонді Воскресіння, що збереглася на той час краще за інші будівлі, і в її східній частині влаштували невелику апсиду (т. зв. «Мономахос», 1020–37 роки).

### Хрестові походи. Мамелюки

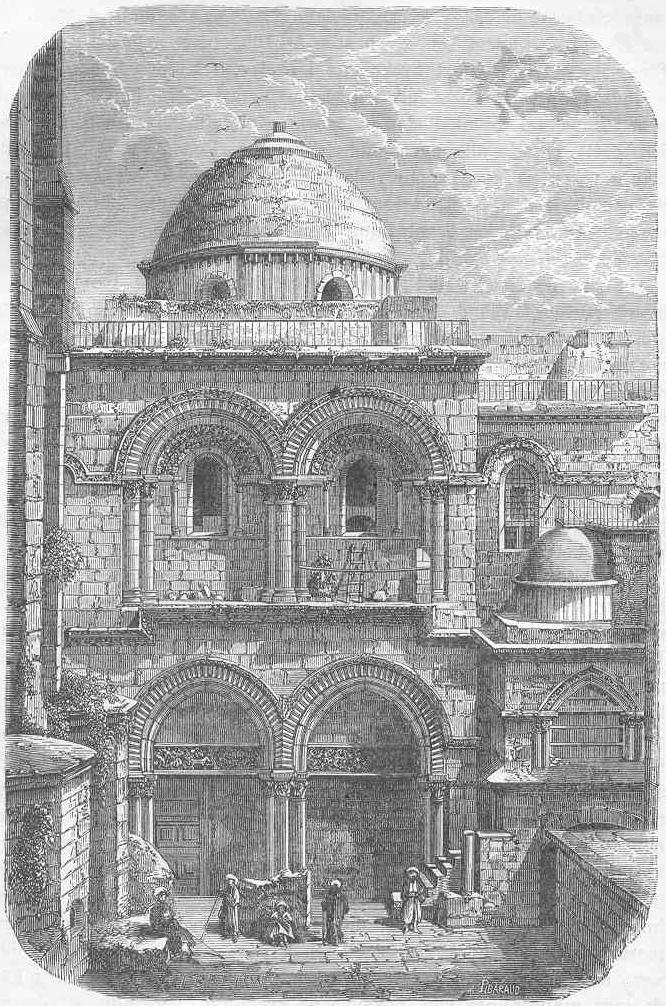
На малюнку храму в книзі «Ілюстрована історія світу», виданій у Стокгольмі 1882 року, добре видно романський стиль будови

У середині XII століття хрестоносці з розмахом відбудували храм у величавому романському стилі, надавши Храму зовнішній вигляд, за яким переважно він відомий і дотепер (пізніше са́ме за цим взірцем Храму Гробу Господнього в Єрусалимі будували храми в деяких християнських країнах — Італії, Росії). Будівництво, яке описав хроніст Вільгельм Тірський, завершено за правління королеви Мелісенди Єрусалимської зведенням дзвіниці. Після здобуття Єрусалима мусульманами Салах ад-Дін дозволив християнські паломництва до храму, а в XIII столітті ним деякий час володів відлучений від церкви імператор Священної Римської імперії Фрідріх II.
Відбудований у 1130–1147 роках храм Воскресіння знову об'єднав під одним дахом усі святині, пов'язані зі смертю і Воскресінням Ісуса Христа. Хрестоносці не стали суттєво змінювати будову західної частини споруди, круглого Анастасісу, що зберіг планування і в цілому оздоблення, які датуються ще добою Костянтина Великого. Ці частини, власне, можна бачити і зараз — це кільцеві опори ротонди, оформлені як колони коринфського ордеру на масивних кам'яних тумбах, що за місцевою традицією звуться дотепер «стовпами Єлени».
Основною справою хрестоносців стало зведення нової Великої церкви (Кафолікону), що примкнув до ротонди зі східного боку. Споруда мала «Т»-подібне планування у формі хреста з численними притворами. Оригінально в архітектурному відношенні була вирішена східна частина споруди — за головним вівтарем влаштували своєрідний обхід з групою капел. Такий архітектурний прийом (так зв. Деамбулаторій) пізніше правив за основу розвитку будівництва культових композицій у середньовічній європейській архітектурі. У стилістичному оформленні інтер'єрів і зовнішнього оздоблення храму помітними є елементи ранньої готики. Заключним акордом усього ансамблю стало зведення п'ятиярусної дзвіниці зі стрільчастим довершенням, здійснене наприкінці існування християнського королівства у Палестині (1160–80 роки).
У 1244 році храм, як і місто в цілому постраждали від набігу тюрків-хорезмитів, які майже повністю винищили християнське населення, та вже за три роки (1247 рік) самі́ були вигнані єгиптянами. У період від 1250 і до 1517 року місто управлялось мамелюками, що стало часом постійних сутичок між ними і хрестоносцями, які безнадійно намагалися повернути святе для християн місто, та монголами, що постійно завдавали набігів на Єрусалим. Також місто не раз страждало від природних катаклізмів (землетруси) і моровиць. Храм Гробу Господнього в цей час занепадає.

### Османська доба
У 1517 році Єрусалим разом з околицями підпав під владу Османської імперії, і лишався під нею фактично до її розвалу в 1917 році.
Місто переживає справжній бум будівництва (відновлення) і відносної релігійної терпимості за правління османського султана Сулеймана Пишного (1520–66). У цей час збільшується потік прочан до Єрусалима. Однак руйнування, спричинені землетрусом 1545 року, зробили необхідним здійснення відновлювальних робіт (одним з наслідків землетрусу також було зниження дзвіниці до сучасного рівня). Відтак, у 1555 році розпочато відбудову і розширення храму, якими опікувався орден монахів-францисканців; під їх наглядом також оформлено Кувуклію.

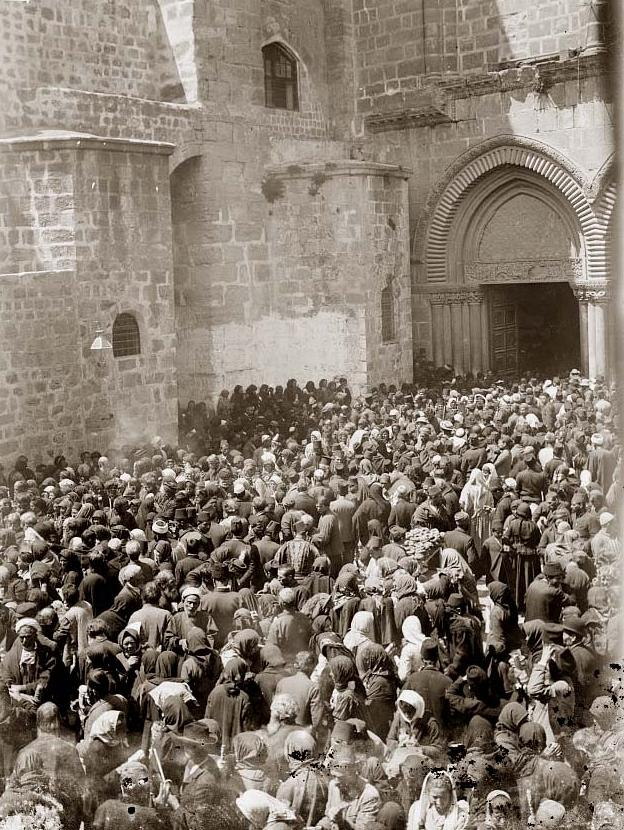
Натовп прочан перед входом до храму, 1898

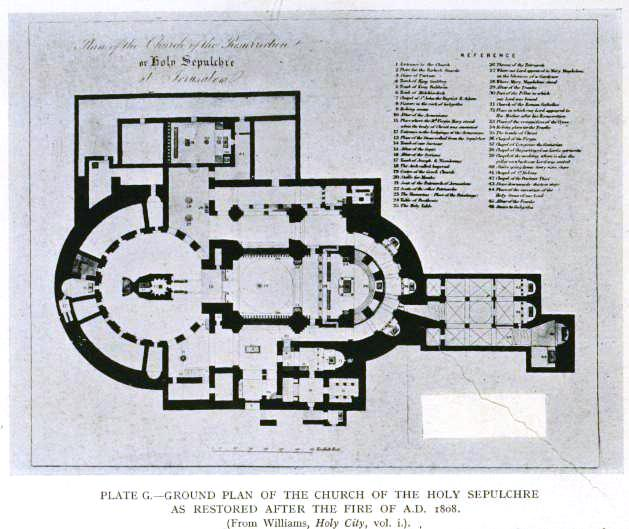
План храму після відновлювальних робіт на початку XIX століття

Після відновлення Храму Гробу Господнього в 1555 році за контроль над ним точиться постійна боротьба між тими ж францисканцями (і загалом католиками) та православними, перемога в якій є змінною і залежить від отримання і підтвердження дозволу-фірману від Порти. Нарешті, у 1767 році міжцерковні суперечки призводять до того, що Порта видає фірман на спільне володіння храмом протиборчими церквами, що фактично заклало підвалину від сучасне конфесійне становище в управлінні Храмом Гробу Господнього. Це ж становище підтверджено іншим фірманом від 1852 року, який вже остаточно визначив status quo територіального і управлінського поділу святині між конфесіями.
У 1808 році сильна пожежа завдала храму значних ушкоджень, спричинивши падіння куполу ротонди. Саме тому в 1809–10 роки групою митців під проводом архітектора Коміноса з Мітилени тривали відбудовчі роботи, що торкнулися склепінь і куполу Кафолікону, надавши їм рис тодішнього османського бароко. Інтер'єрів пожежа не зачепила, відтак, вони лишились такими ж, як і після робіт у 1555 році. Низка перебудов протягом XIX століття, а саме спорудження в 1860-х роках напівсферичного куполу над ротондою з металоконструкцій, що нагадує своєю формою первинне завершення Анастасіса часів Констянтина Великого, визначили остаточний вигляд Храму Гробу Господнього, який лишається незмінним від близько 1870 року. У цьому ж XIX столітті, окрім Східної православної, Католицької і Вірменської апостольської церков свої права на храм заявили представники Сирійської та Ефіопської православних церков і копти.

### Новітній час

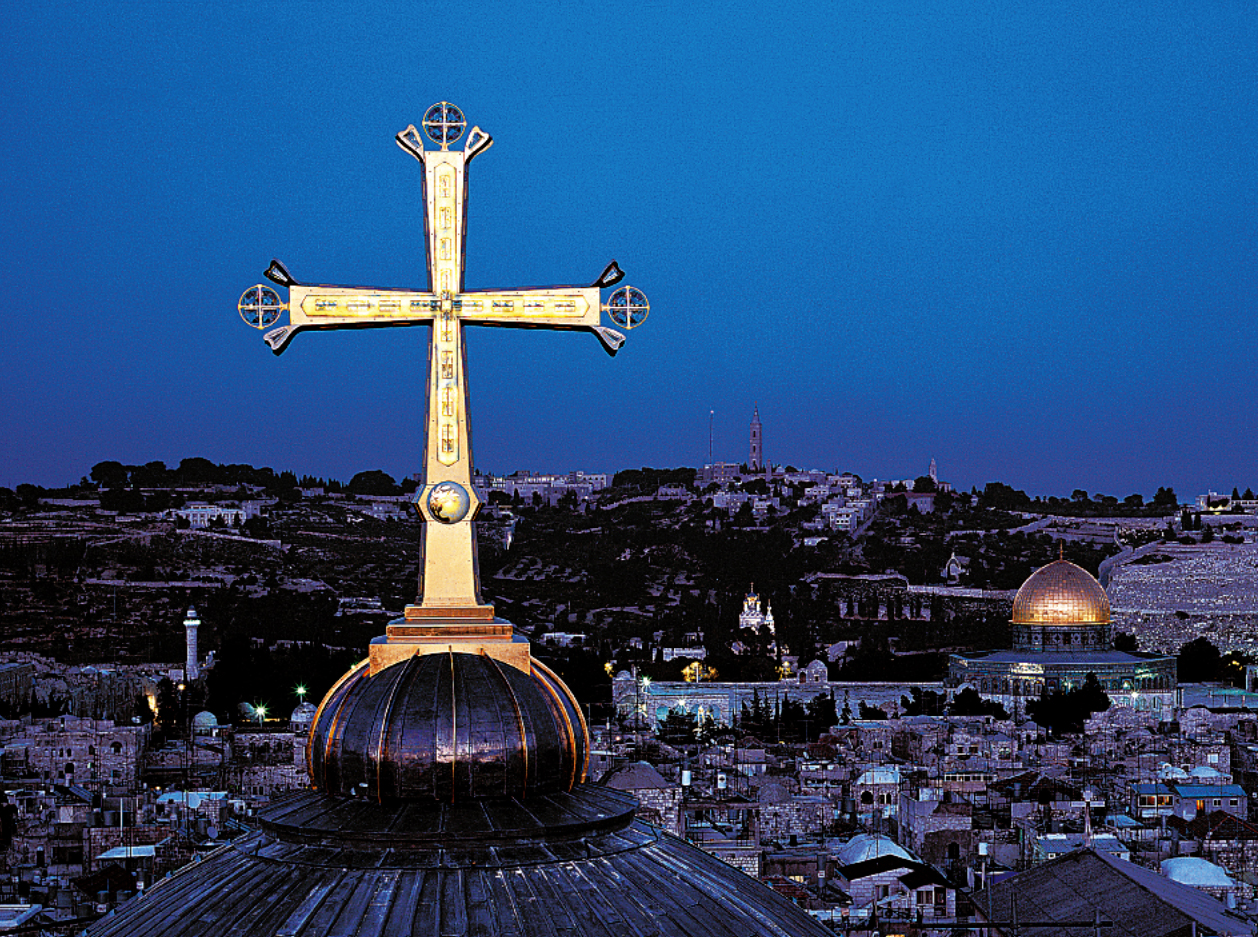
Хрест на куполі храму

Сучасний Храм Гробу Господнього є поділеним між шістьма конфесіями християнської церкви: Греко-православною, Католицькою, Вірменською, Коптською, Сирійською та Ефіопською, кожній з яких призначено свої межі та години (розклад) для молитов. Так, церква францисканців і Вівтар гвіздків належать католицькій церкві, храм рівноапостольної Єлени і притвор «Три Марії» — Вірменській апостольській церкві, могила св. Йосипа Арімафейського, вівтар на західному боці Кувуклії — Ефіопській / Коптській церквам. Головні ж святині Храму — Голгофа, Кувуклія, Кафолікон, як і загальне управління церковними службами належить Єрусалимській Православній Церкві.

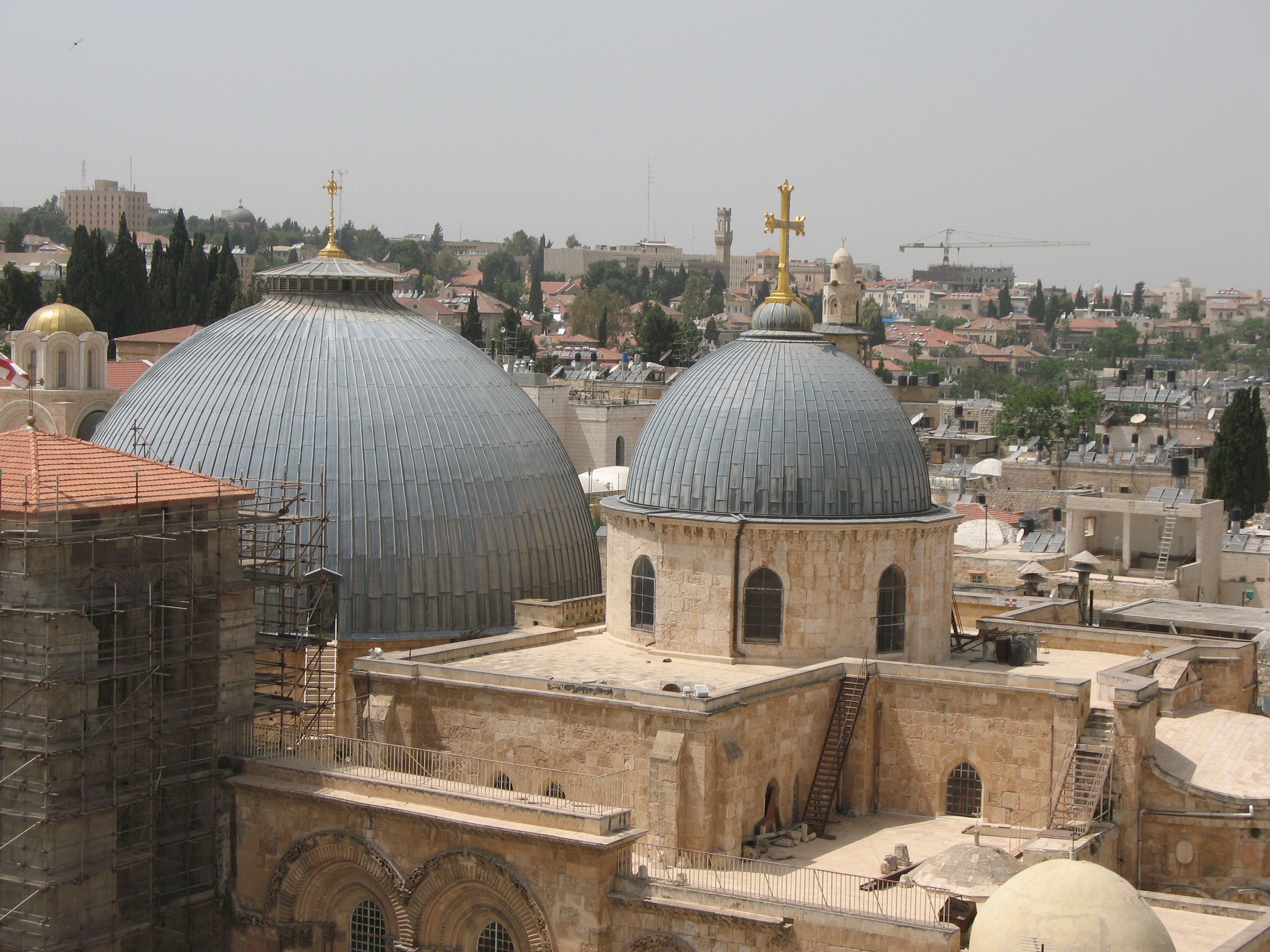
Сучасний вигляд верхньої частини Храму Гробу Господнього з куполами

Нерідко такий розподіл призводить до непорозумінь і навіть конфліктів між представниками різних конфесій. Так, влітку 2002 року на ґрунті розподілу відведеного місця на даху Храму мала місце бійка між коптами і монахами Ефіопської православної церкви, у 2004 році під час святкування Воздвиження Хреста Господнього виник конфлікт між католиками і православними. Нерідко подібні ситуації відбуваються при великому скупченні народу, особливо під час свят, зокрема Великодніх, — бійка між вірменами і греками на Вербну неділю 2008 року, або внутрішньоконфесійних — під час підготовки на початку листопаду 2008 року представниками Вірменської православної церкви щорічної святкової церемонії на честь знаходження в IV столітті хреста, на якому, як вони вважають, був розіп'ятий Ісус, також спалахнули сутички з греками-християнами.
У середині XX століття планувалась суттєва перебудова храму під керівництвом італійського архітектора Антоніо Барлуцці, однак її здійсненню завадила Друга світова війна. Широкі відновлювальні роботи здійснювались у 1959 році. Остання велика реставрація, зокрема і куполу основного храму, проводилась у період 1994–97 років.
У 2016–2017 роках тривала масштабна реставрація священної Кувуклії, а саме каплиці усередині храму, спорудженої у 1810 році навколо місця, де, як вважається, був похований Ісус Христос. Реставрація здійснювалась під проводом професора Афінського національного технічного університету Антонії Моропулу. Урочиста церемонія з нагоди завершення реставраційних робіт відбулася 22 березня 2017 року. У церемонії брали участь Патріарх Єрусалимський Теофіл ІІІ, представники церковної і світської влади з багатьох країн. Відновлювальні роботи були за рахунок пожертв і коштували 3,7 мільйона доларів.
Храм Гробу Господнього є однією з найвідвідуваніших святинь християнства (до 4 мільйонів осіб щороку у 2010-х), поза всяким сумнівом належить до загальнолюдського надбання.

## Цікаві факти
За понад півторатисячну історію існування Храм Гробу Господнього «обріс» деякими цікавими фактами, у правдивість яких подеколи важко повірити.

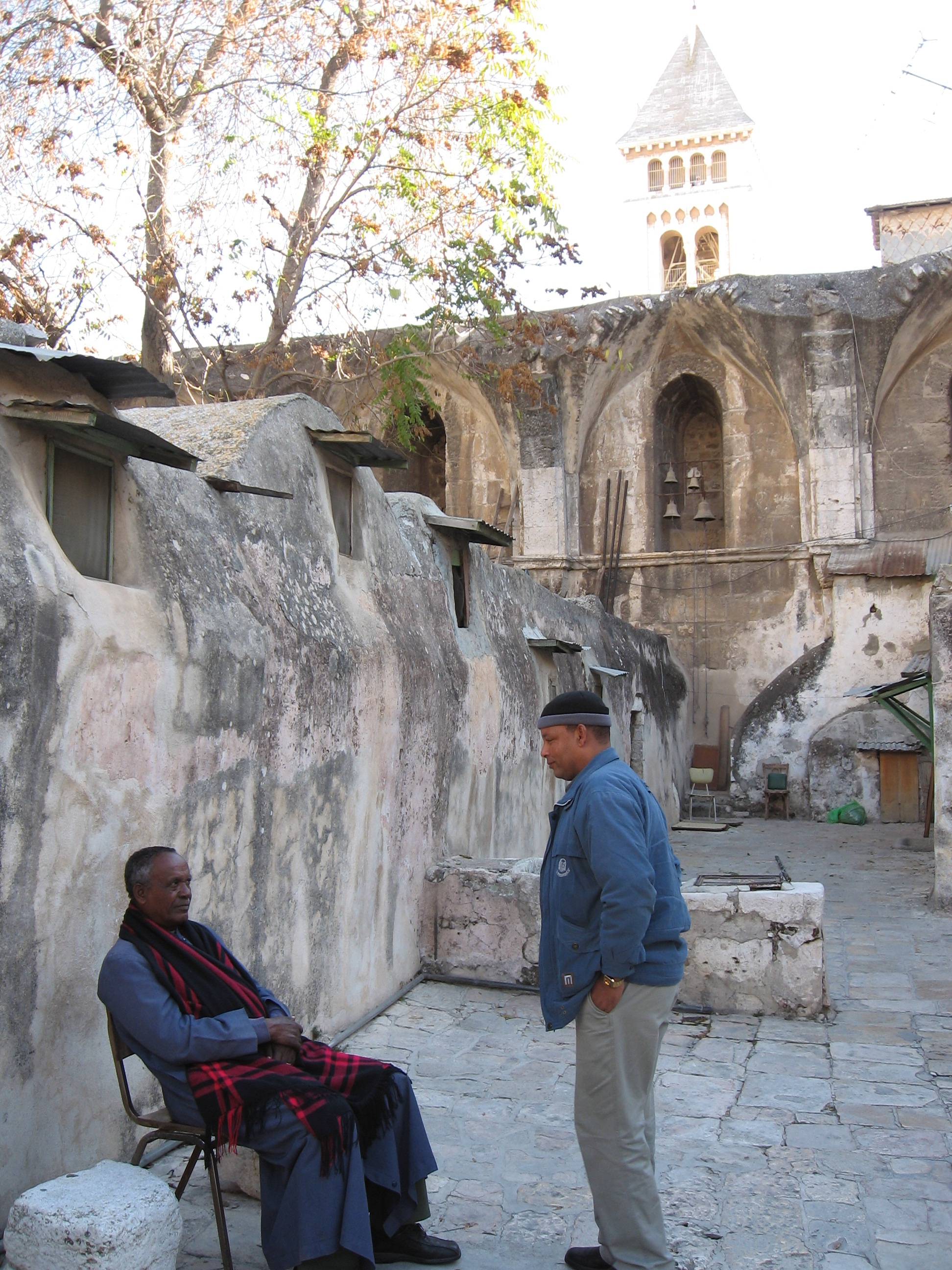
Ефіопський монах на даху Храму, 2008

- У Великодню Суботу в Кувуклії Храму Гробу Господнього відбувається диво сходження Благодатного вогню[13].
- Як відомо, жодна з конфесій, які правлять служби у само́му храмі, не контролюють головний вхід до нього. Ще далекого 1192 року Саладин поклав відповідальність за нього на дві мусульманські родини. Представникам роду Джудехів довірено ключі від Храму, а роду Нусейбехів, члени якого охороняли Храм від часів правління Умара в 637 році, — храмові двері. Цікаво, що ця традиція є безперервною і зберігається до наших днів. Двічі на день член роду Джудехів приносить ключі до дверей, які відчиняє і зачиняє член сім'ї Нусейбехів.

Порівняння світлин Нерухомої драбини біля вікна (1892 і 2005 роки)

- Ще в часи до початку дії статус-кво між конфесіями не раз траплялися ситуації, коли члени однієї з них не пускали представників інших у середину храму, тому звичною справою було використання різного роду сходів, мотузок тощо. Вважається, що хтось колись приставив до правого вікна фасаду храму дерев'яну драбину, що збереглася дотепер у тому ж положенні, як і перше. Причому це сталось ще до 1852 року, за іншими ж даними драбина вперше згадується у 1757 році в фірмані султана Абдул-Гамід I. Зображення цієї драбини можна бачити як на світлинах і гравюрах столітньої давнини, так і на сучасних фото. Ця нерухома драбина (івр. סולם הסטטוס קוו, араб. السُّلَّم الثَّابِت[14][15]) стала справжнім символом розбрату серед християн[16], адже жодна з шести християнських конфесій не може ремонтувати, зсувати та змінювати щось у храмі без згоди решти.
- Монахи Ефіопської православної церкви і копти крім притвору всередині храму розміщаються на його даху, влаштувавши там своєрідне поселення.

## Галерея

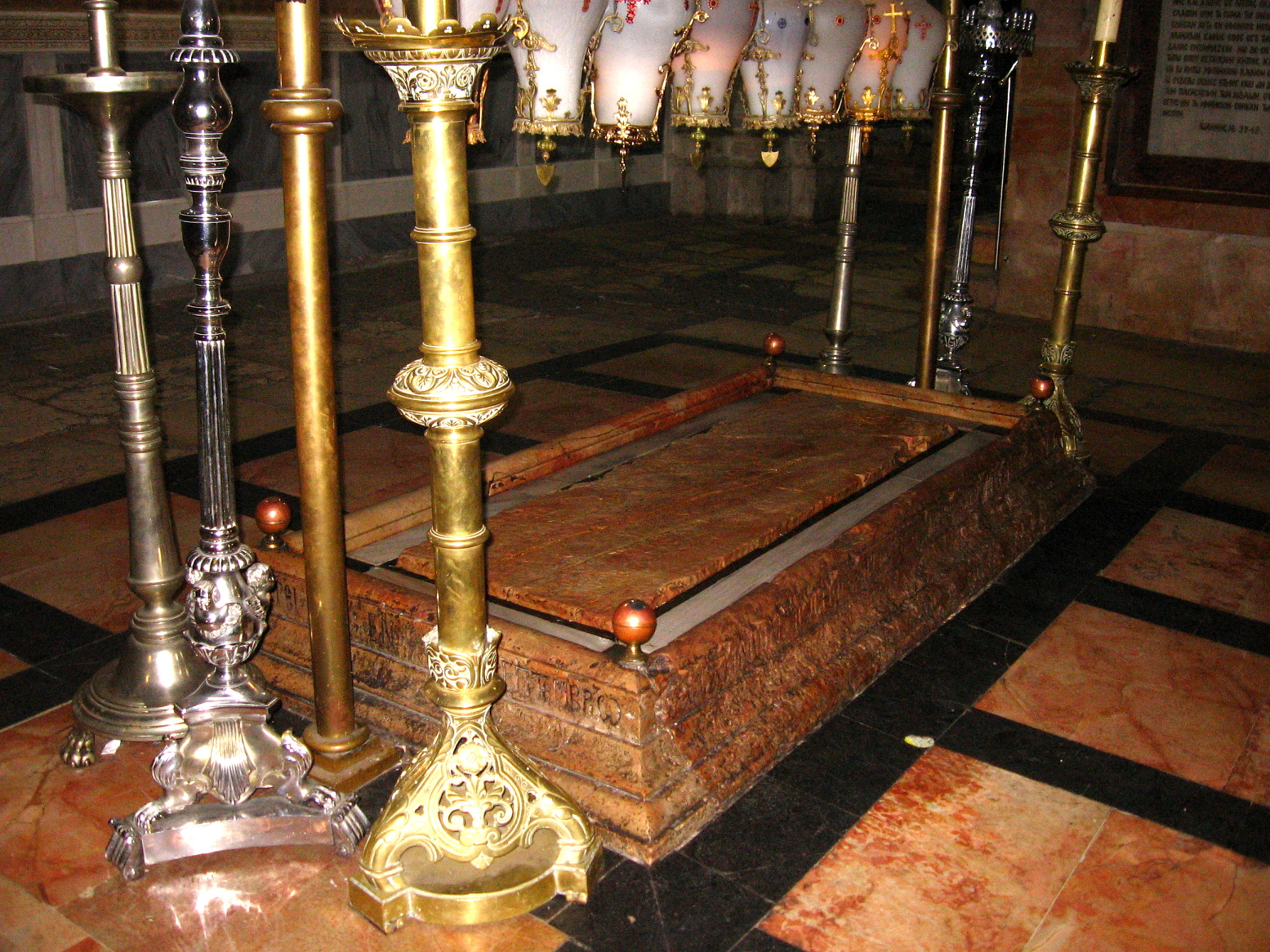
Камінь Помазання
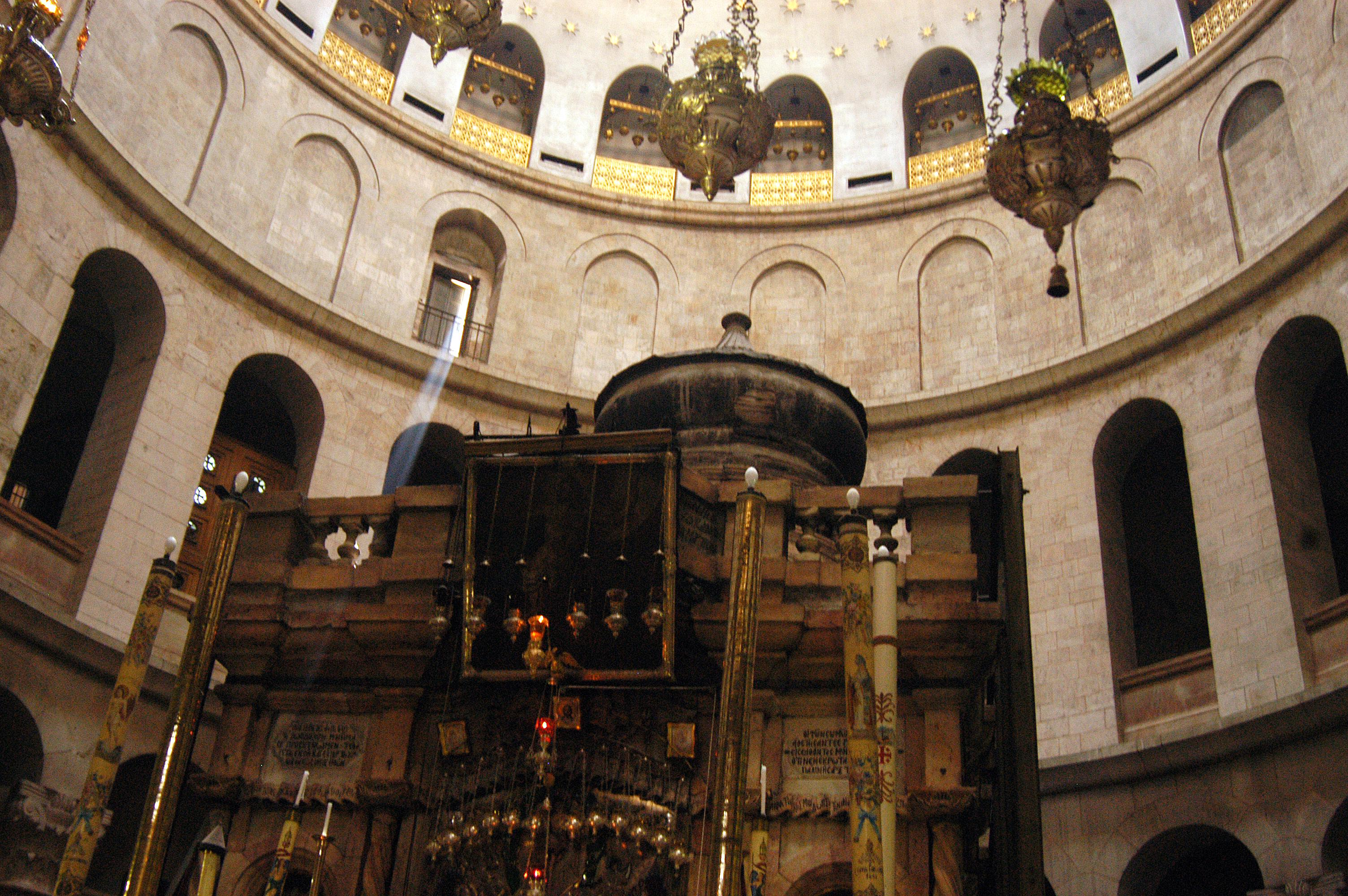
Кувуклія під склепінням ротонди
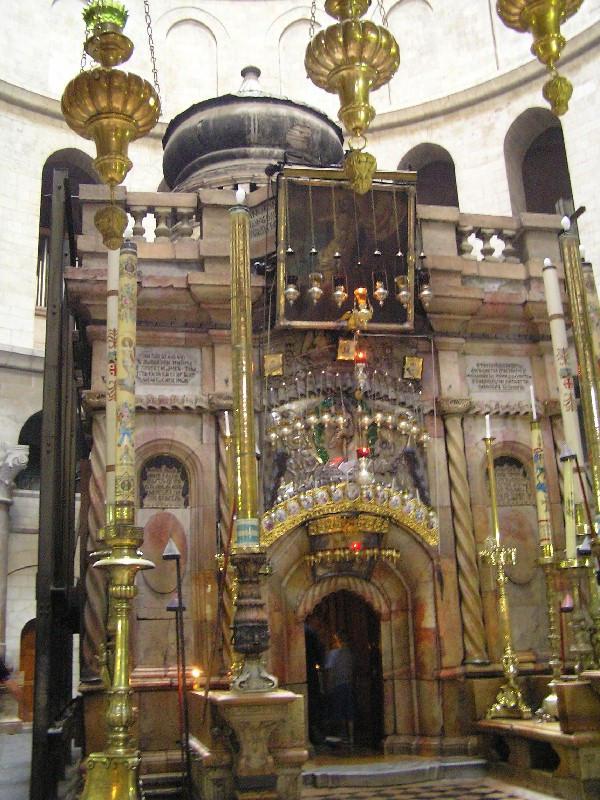
Кувуклія Храму Гробу Господнього
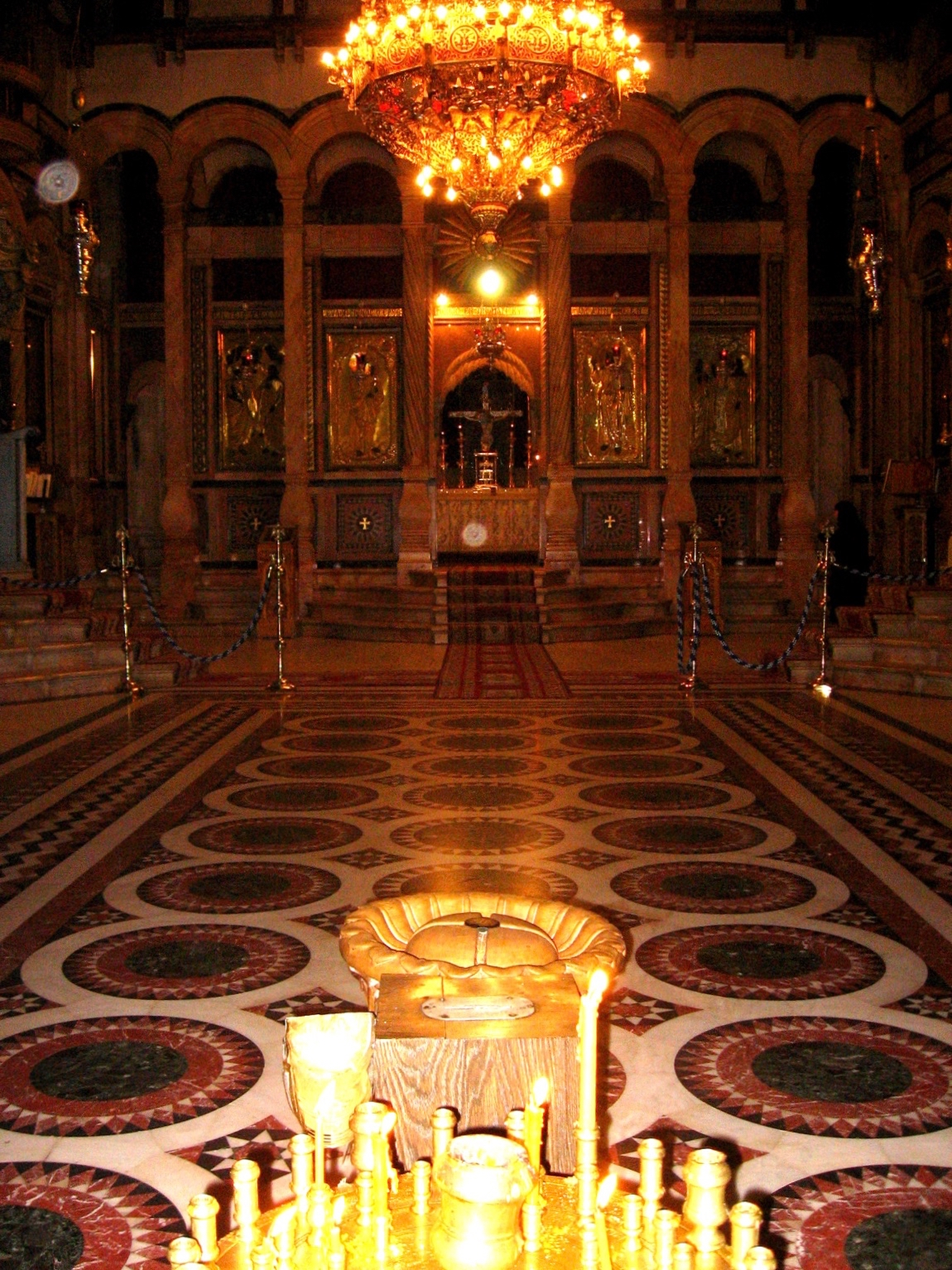
Кафолікон, на передньому плані — «пуп Землі», на тлі — патріарший трон
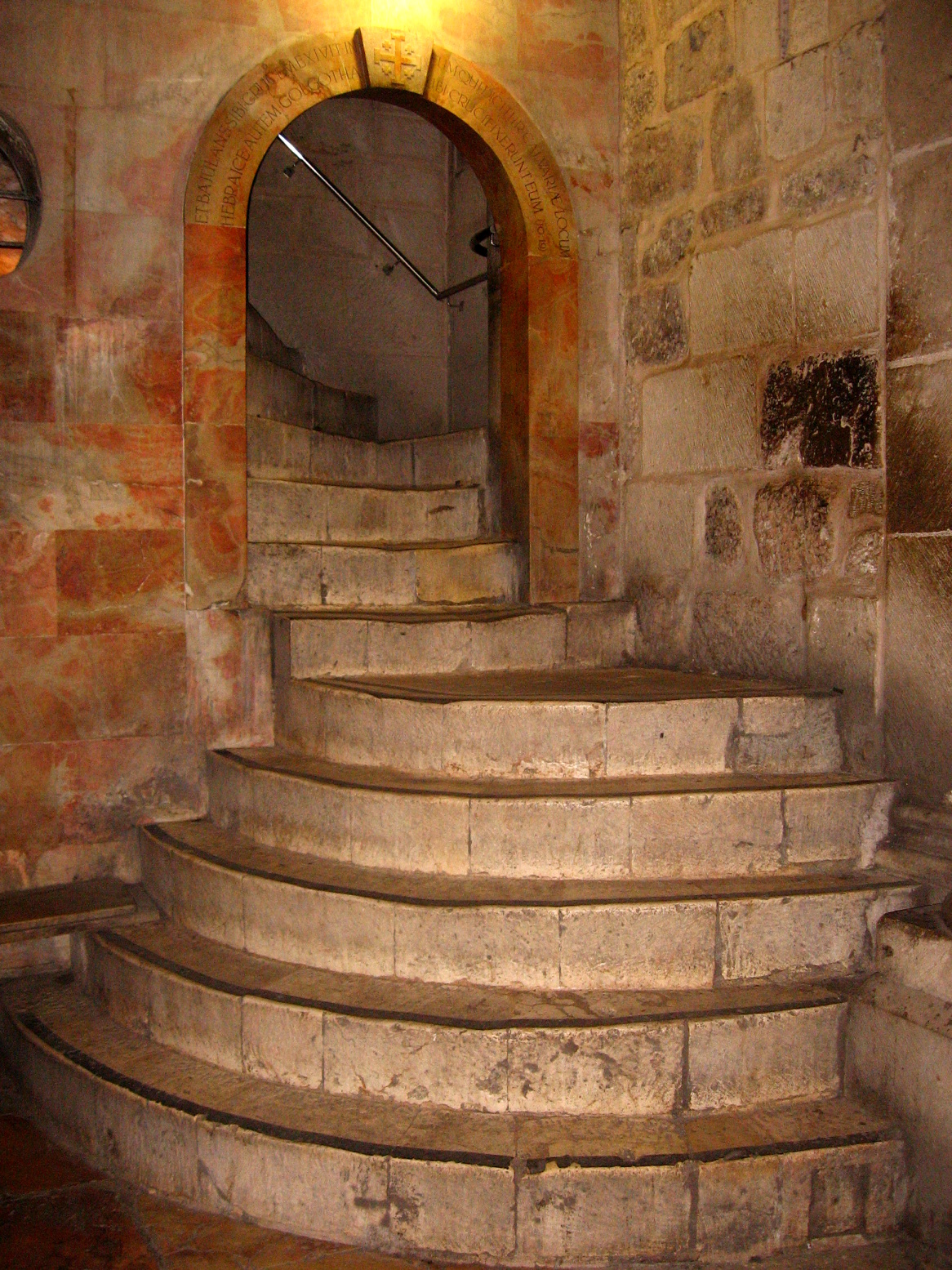
Сходи на Голгофу
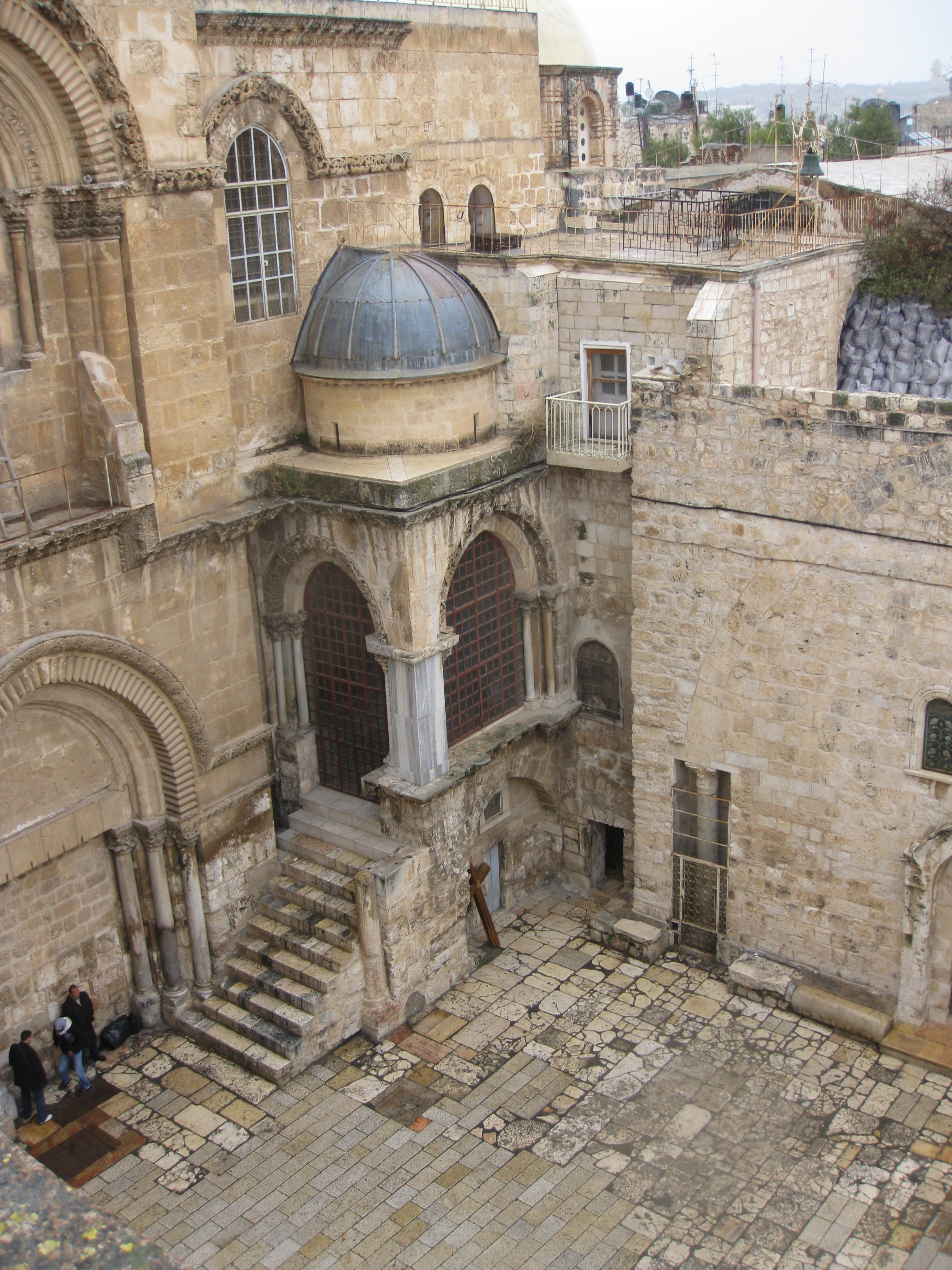
Капела франків
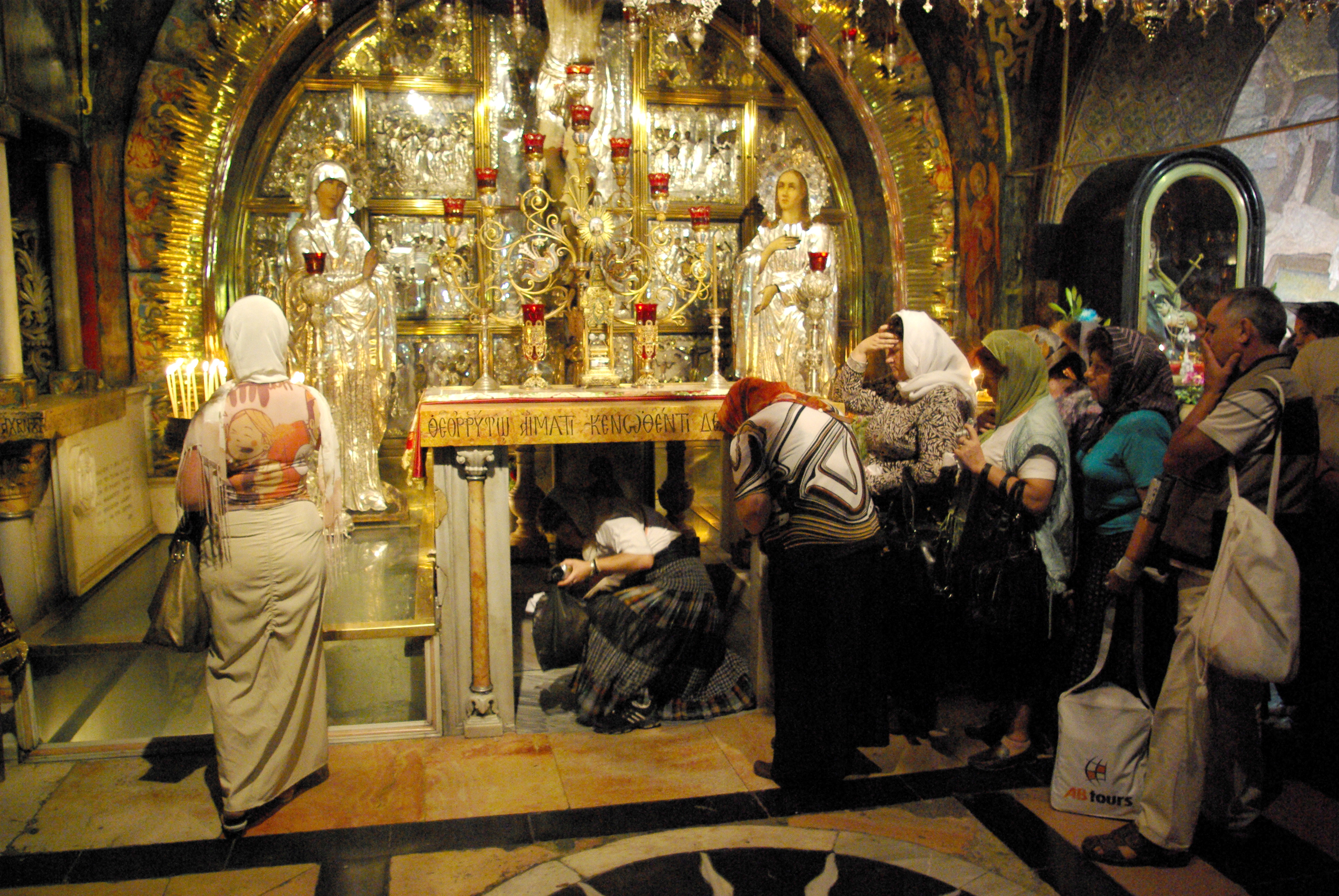
Голгофа — місце, де розп'яли Христа
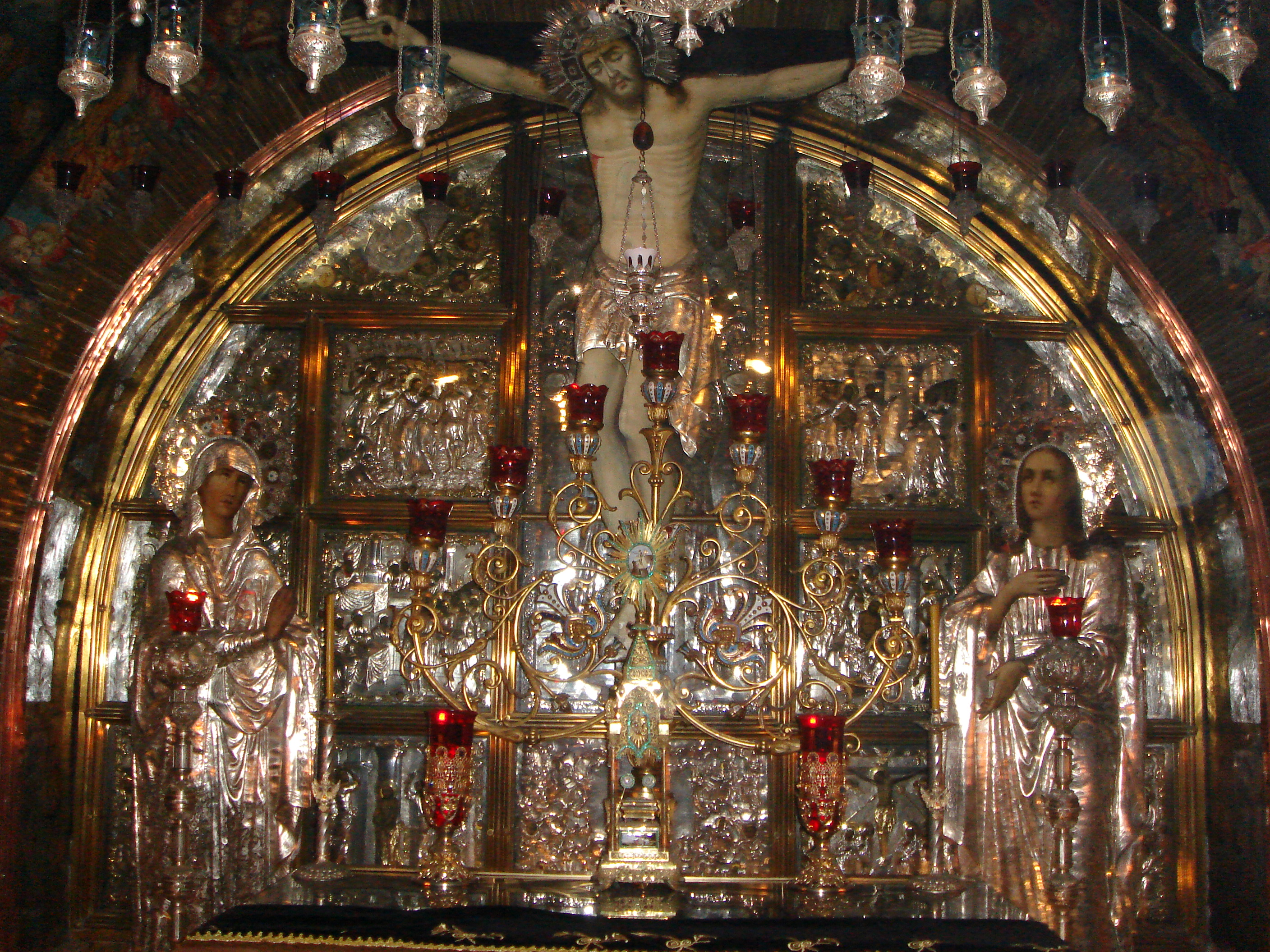
Вівтар Грецької православної церкви на Голгофі
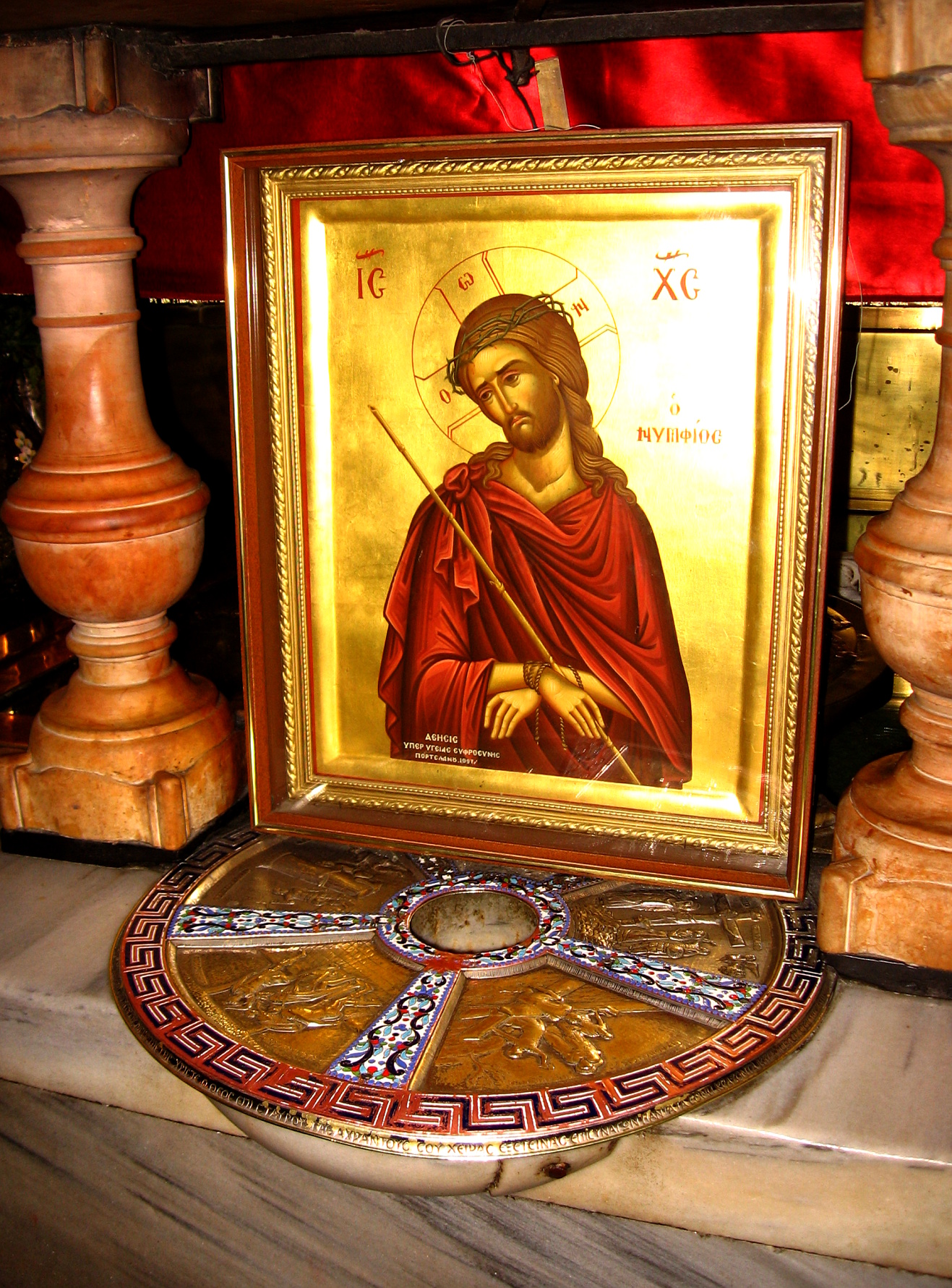
Місце, де, вважається, помер Ісус, — тепер православний вівтар
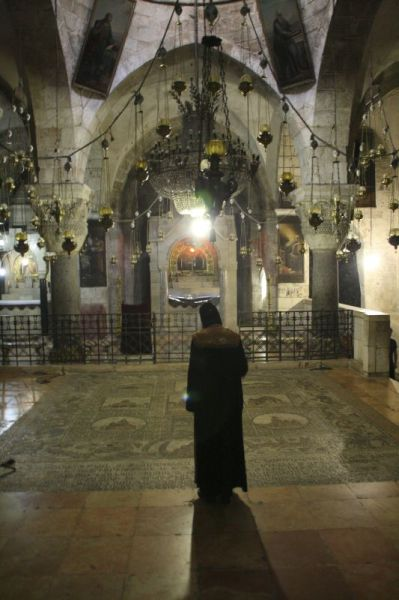
Каплиця св. Олени